# Cserjés paprika
A cserjés paprika (Capsicum frutescens) a világ trópusi tájain leggyakrabban termesztett paprikafaj. A Kárpát-medencében fagyérzékenysége miatt csak egynyári növényként nevelhető.

## Származása, élőhelye
Dél- és Közép-Amerikában őshonos. Malagueta nevű félvad változata (Capsicum frutescens var. malagueta) máig feltételezett eredeti termőhelyén, az Amazonas medencéjében él. Az etnobotanikusok szerint a termesztett változatok közös ősét egy egykoron a mai Panama területén élt fajból nemesíthették az indiánok. Legismertebb változatát, a tabasco paprikát (Capsicum frutescens var. tabasco) az 1840-es évek elején, Mexikóban nemesítették ki, és onnan vitték át Louisianába, ahonnan a tabasco-szósz kifejlesztése után robbanásszerűen terjedt el szerte a világon.

## Megjelenése
Ágai a többi paprikafélénél sűrűbbek; legtöbb változata 30–120 cm magasra nő meg. Megnyúlt, hegyes levelei többnyire kb. 5 cm hosszúak. Termése a közönséges paprikáénál (Capsicum annuum) többnyire csípősebb; csípőssége többnyire a 30 000–50 000 Scoville-egység (SHU) tartományban mozog. A mintegy 2,5 cm hosszúra növő, hegyesen csúcsosodó termés átmérője kb. 1 cm. Színe éretlenül zöld, majd sárga; az érett paprika élénkvörös. Egy-egy bokor akár száznál több paprikát is érlelhet; a termések jellemzően felállóak.
A faj leghíresebb képviselője a tabasco paprika, amit főleg a tabasco-szószból ismerünk (ez többek közt a Bloody Mary koktél nélkülözhetetlen összetevője).
A faj több változatát a csilipaprikák közé sorolják és többnyire nyersen vagy porítva forgalmazzák.

## Fontosabb változatai
- afrikai madárszem (madárbors vagy afrikai ördögpaprika)
- malagueta (Capsicum frutescens var. malagueta)
- thai paprika vagy siling labuyo
- tabasco paprika (Capsicum frutescens var. tabasco)
- angkori napkelte – Kambodzsában terem
- Naga Jolokia (Capsicum frutescens x Capsicum chinense "Naga Jolokia" – a Capsicum chinense fajjal kapott hibrid)
- démonvörös paprika